# Райшев (Мазовецьке воєводство)
Райшев (пол. Rajszew) — село в Польщі, у гміні Яблонна Леґьоновського повіту Мазовецького воєводства.
Населення — 525 осіб (2011).
У 1975-1998 роках село належало до Варшавського воєводства.

## Демографія
Демографічна структура станом на 31 березня 2011 року:
|          | Загалом | Допрацездатний вік | Працездатний вік | Постпрацездатний вік |
| -------- | ------- | ------------------ | ---------------- | -------------------- |
| Чоловіки | 271     | 70                 | 185              | 16                   |
| Жінки    | 254     | 57                 | 157              | 40                   |
| Разом    | 525     | 127                | 342              | 56                   |